# Gypona stylana
Gypona stylana är en insektsart som beskrevs av Delong 1980. Gypona stylana ingår i släktet Gypona och familjen dvärgstritar. Inga underarter finns listade i Catalogue of Life.